# The Interrupted Bathers
The Interrupted Bathers je americký němý film z roku 1902. Režisérem je Edwin S. Porter (1870–1941). Film trvá zhruba jednu minutu a premiéru měl 22. října 1902.

## Děj
Film zachycuje tři mladé dívky, jak se koupou v řece. Z břehu je sleduje jejich kamarádka, která po chvíli uteče před dvěma tuláky, kteří ukradnou jejich oblečení.